# Elissa Alarie
Elissa Alarie (Trois-Rivières, 31 de enero de 1986) es una jugadora canadiense de rugby que se desempeña como fullback.

## Selección nacional
Fue convocada a las Canucks por primera vez en julio de 2013, normalmente es una jugadora titular en su seleccionado y hasta el momento lleva 19 partidos jugados.
En 2015 integró la recién creada Selección canadiense de Sevens que participó de los Juegos Panamericanos de 2015, las Canucks resultaron campeonas invictas venciendo en todos los partidos.

### Participaciones en Copas del Mundo
Disputó la Copa del Mundo de Francia 2014 donde resultó subcampeona, Alarie marcó el try de la victoria en semifinales a Les Bleues y logró el histórico acceso canadiense a la final del torneo. Actualmente se encuentra disputando el Mundial de Irlanda 2017.
| Mundial                                | Sede    | Resultado    | PJ | Tries |
| -------------------------------------- | ------- | ------------ | -- | ----- |
| Copa Mundial de Rugby Femenino de 2014 | Francia | Subcampeona  | 5  | 2     |
| Copa Mundial de Rugby Femenino de 2017 | Irlanda | Disputándose | 4  | 4     |

## Palmarés
- Campeona de la Nations Cup Femenina de 2013.